# دورة فرنسا المفتوحة 1985
قائمة بطولات دورة رولان غاروس لعام 1985:

## الكبار

### فردي رجال
ماتس ويلندر هزم  إيفان ليندل, النتيجة:3-6, 6-4, 6-2, 6-2

### فردي سيدات
كريس إفيرت هزمت  مارتينا نيفرتيلوفا: النتيجة:6-3, 6-7 [4], 7-5

### زوجي رجال
مارك إدموندسن و كيم فارفك هزما  سشلومو كلاوستاين و هانس سيمونسسن, النتيجة:6-3, 6-4, 6-7, 6-3

### زوجي سيدات
مارتينا نيفرتيلوفا و بان شرايفر هزمتا  كلاوديا كودي كلايش و هيلينا سوكوفا, النتيجة:4-6, 6-2, 6-2

### زوجي مختلط
مارتينا نيفرتيلوفا و هاينس غنثايردت هزما  باولا سميث و فرانسيسكو غونزاليس, النتيجة:2-6, 6-3, 6-2